# العلاقات الألبانية الأنغولية
العلاقات الألبانية الأنغولية هي العلاقات الثنائية التي تجمع بين ألبانيا وأنغولا.

## مقارنة بين البلدين
هذه مقارنة عامة ومرجعية للدولتين:
| وجه المقارنة                                              | ألبانيا                                                    | أنغولا           |
| --------------------------------------------------------- | ---------------------------------------------------------- | ---------------- |
| المساحة (كم2)                                             | 28.75 ألف                                                  | 1.25 مليون       |
| عدد السكان (نسمة)                                         | 3.02 مليون                                                 | 29.78 مليون      |
| الكثافة السكانية (ن./كم²)                                 | 105.04                                                     | 23.82            |
| العاصمة                                                   | تيرانا                                                     | لواندا           |
| اللغة الرسمية                                             | اللغة الألبانية                                            | اللغة البرتغالية |
| العملة                                                    | ليك ألباني                                                 | كوانزا أنغولي    |
| الناتج المحلي الإجمالي (بليون دولار)                      | 13.04 مليار                                                | 124.21 مليار     |
| الناتج المحلي الإجمالي (تعادل القوة الشرائية) بليون دولار | 33.17 مليار                                                | 184.83 مليار     |
| الناتج المحلي الإجمالي الاسمي للفرد دولار أمريكي          | 3.94 ألف                                                   | 4.10 ألف         |
| الناتج المحلي الإجمالي للفرد دولار أمريكي                 | 11.11 ألف                                                  |                  |
| مؤشر التنمية البشرية                                      | 0.764                                                      | 0.533            |
| رمز المكالمات الدولي                                      | +355                                                       | +244             |
| رمز الإنترنت                                              | .al                                                        | .ao              |
| المنطقة الزمنية                                           | توقيت وسط أوروبا، ت ع م+01:00، ت ع م+02:00، أوروبا/تيرانا ‏ | ت ع م+01:00      |

## منظمات دولية مشتركة
يشترك البلدان في عضوية مجموعة من المنظمات الدولية، منها:
| علم المنظمة | اسم المنظمة                        | تاريخ انضمام ألبانيا | تاريخ انضمام أنغولا |
| ----------- | ---------------------------------- | -------------------- | ------------------- |
|             | منظمة الشرطة الجنائية الدولية      | ?                    | ?                   |
|             | منظمة التجارة العالمية             | ?                    | ?                   |
|             | منظمة حظر الأسلحة الكيميائية       | ?                    | ?                   |
|             | مؤسسة التمويل الدولية              | 15 أكتوبر 1991       | 19 سبتمبر 1989      |
|             | يونسكو                             | 16 أكتوبر 1958       | 11 مارس 1977        |
|             | البنك الدولي للإنشاء والتعمير      | 15 أكتوبر 1991       | 19 سبتمبر 1989      |
|             | مؤسسة التنمية الدولية              | 15 أكتوبر 1991       | 19 سبتمبر 1989      |
|             | الأمم المتحدة                      | 14 ديسمبر 1955       | 1 ديسمبر 1976       |
|             | وكالة ضمان الاستثمار متعدد الأطراف | 15 أكتوبر 1991       | 19 سبتمبر 1989      |
|             | الاتحاد الدولي للاتصالات           | 2 يونيو 1922         | 13 أكتوبر 1976      |
|             | الاتحاد البريدي العالمي            | ?                    | ?                   |

## وصلات خارجية
- موقع وزارة الخارجية الألبانية
- موقع وزارة الخارجية الأنغولية